# Ecole d'Humanité

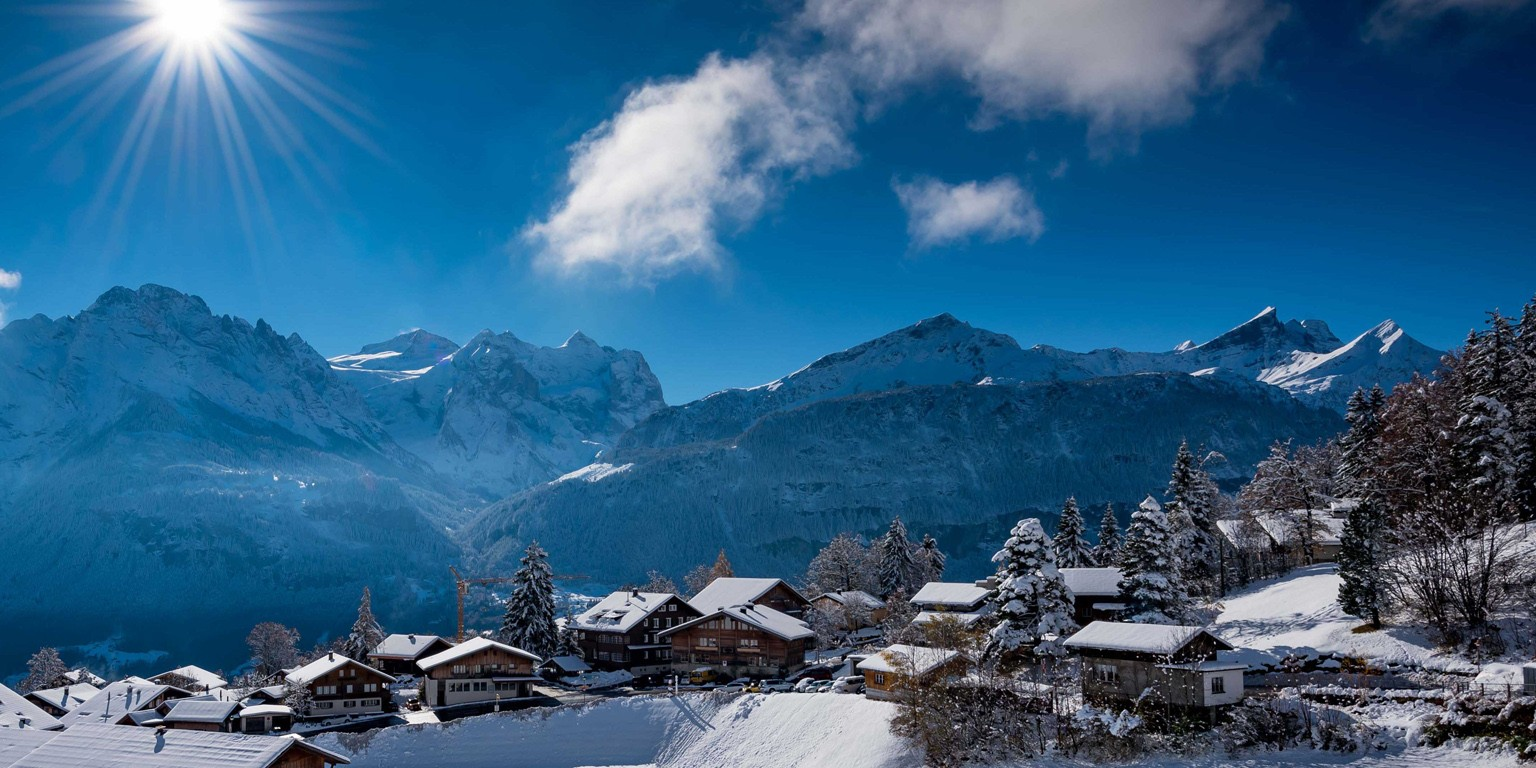
Il campus dell'Ecole d'Humanité durante il semestre invernale. Gli studenti hanno accesso alle piste e allo sci durante i mesi invernali.

L'Ecole d'Humanité è un collegio internazionale, situato nel Canton Berna, in Svizzera, e fondato nel 1934 da Paul Geheeb e da sua moglie Edith Geheeb Cassirer. La scuola pone una forte enfasi sul terminare le lezioni accademiche entro mezzogiorno e sul dedicare i pomeriggi alle performance artistiche, sport e artigianato.
Nel 1910, Geheeb aveva fondato in Germania una scuola simile, la Odenwaldschule, ma con l'ascesa al potere del partito nazista, decise di lasciare la sua patria insieme a sua moglie Edith, una ventina di studenti e qualche insegnante, per emigrare in Svizzera e fondare una nuova scuola.
L'Ecole d'Humanité fu dapprima collocata a Versoix, Ginevra, e poi, nel 1946, fu trasferita nella sua posizione attuale in Hasliberg. Nel 1956, Natalie Lüthi-Peterson, un'accademica americana e protetta di Geheeb, si fece carico del programma americano dell'Ecole, consentendo agli studenti di prepararsi per gli esami necessari per l'ingresso nelle università americane e britanniche d'élite mentre studiavano in Svizzera. Dopo la morte di Paul Geheeb nel 1961, la direzione della scuola passò a Natalie e al marito svizzero Armin Lüthi, che insieme supervisionarono le operazioni della scuola fino al 1993.
Il complesso scolastico si compone di circa 15 case familiari e chalet.

## Accreditamento

### Federazione Svizzera delle Scuole Private "FSSP"

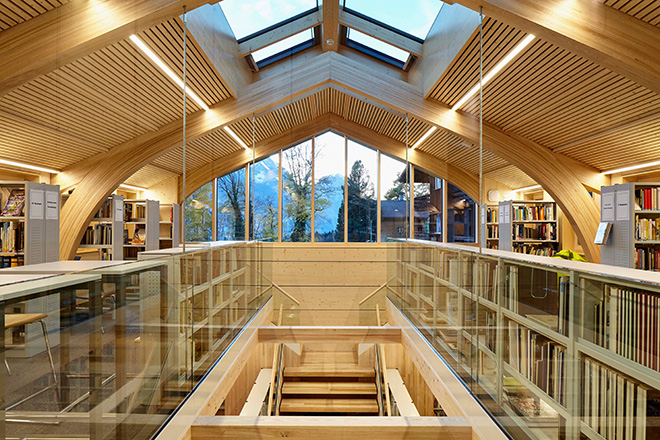
La biblioteca della scuola "Arco ottomano"

L'Ecole d'Humanité è membro della FSSP una prestigiosa unione dei migliori collegi e istituti di istruzione privati in Svizzera e nel mondo. L'FSSP annovera tra le sue file collegi come Insitut Le Rosey, Institut Montana Zugerberg, Brillantmont, Leysin, Aiglon, Lyceum Alpinium Zuoz e Institut Auf Dem Rosenberg.

### Cognia e SSA
Insieme all'FSSP, l'Ecole d'Humanité è certificata anche da Cognia, un accreditatore scolastico internazionale di livello elevato che offre i suoi servizi ad altri rinomati collegi svizzeri come l'Institut auf dem Rosenberg e il Surval Montreux. La scuola dispone inoltre di permessi svizzeri per condurre sport estremi e spedizioni ottenuti dalla SSA.

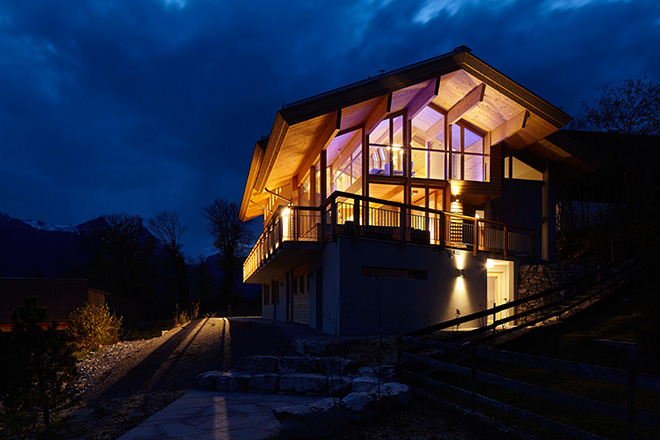
L'iconica Eberhard Berent House at Night, utilizzata dagli studenti come centro di apprendimento

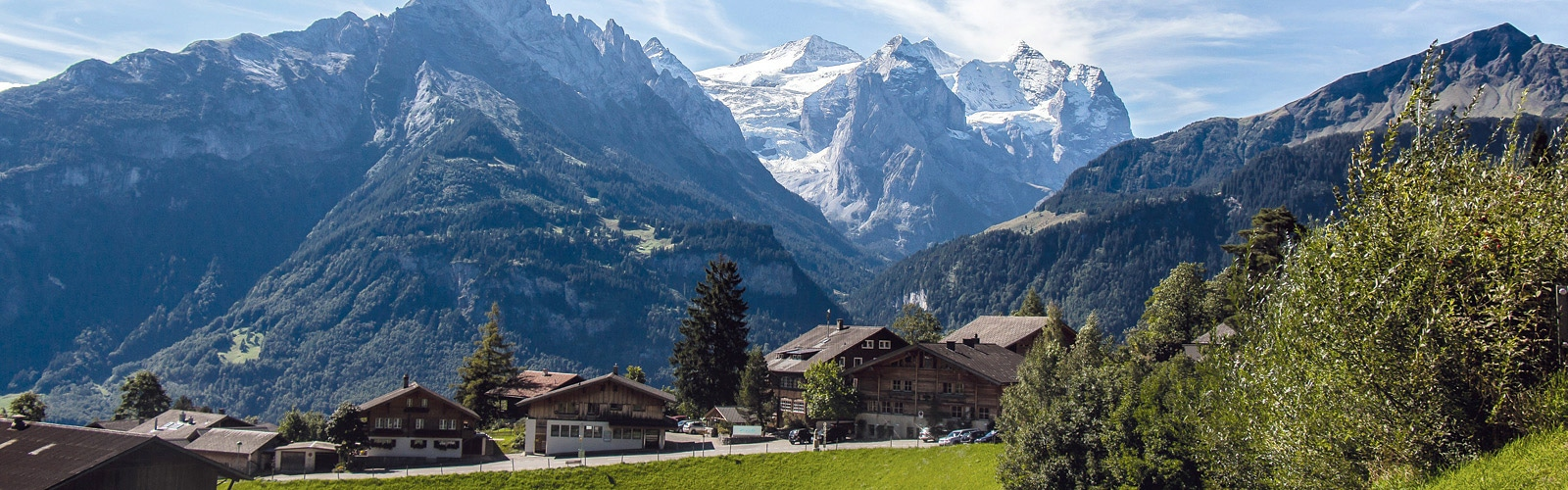
Il campus Ecole in estate, con vista sul Rosenhorn e Wetterhorn.

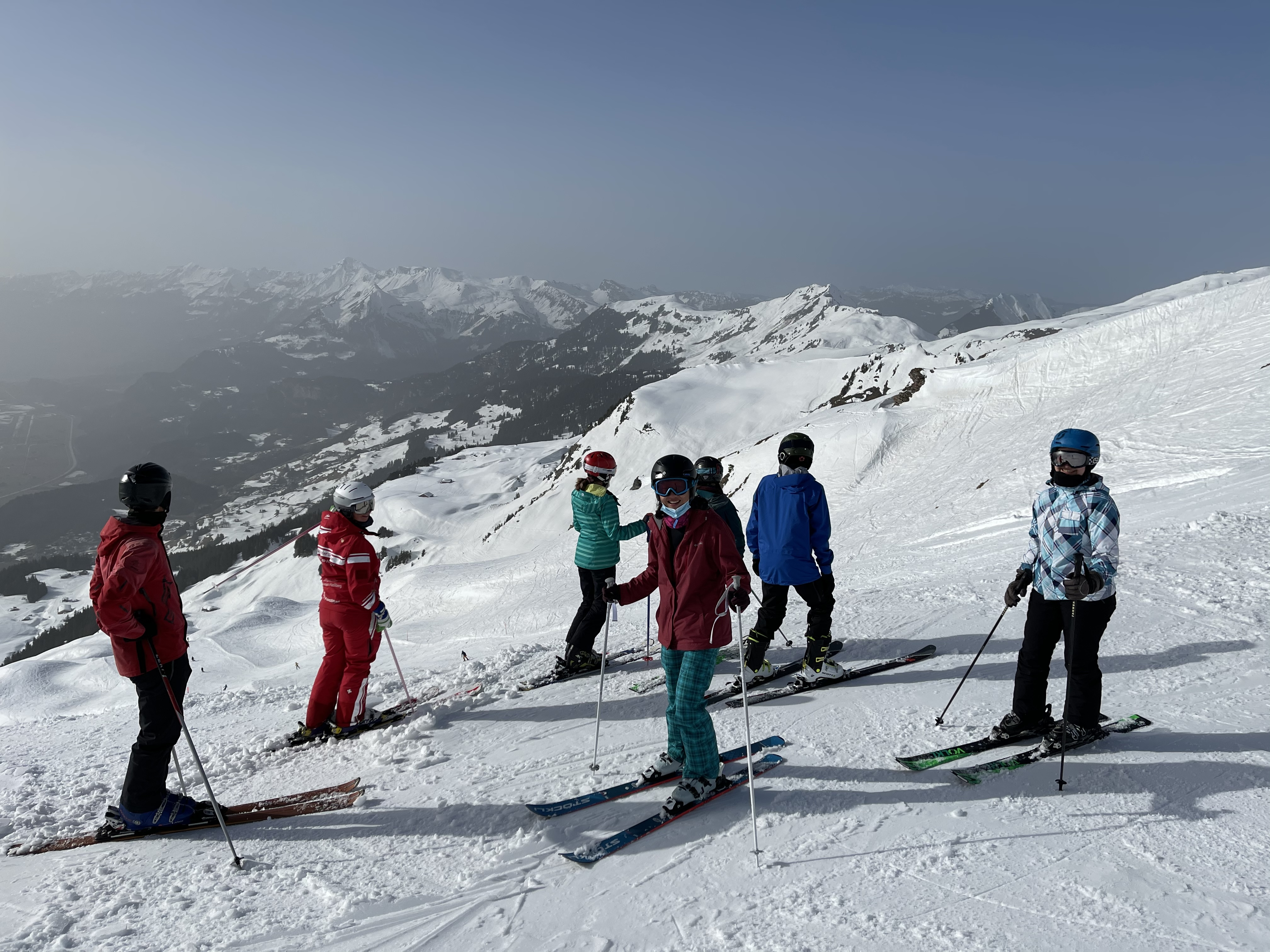
Gli studenti Ecole si godono la "Giornata sugli sci" settimanale, in cui i corsi mattutini vengono sostituiti con lo sci con gli amici, lo snow-trekking e il relax in pista.

## Panoramica

### Programma scolastico
L'Ecole è costantemente classificata come una delle migliori scuole in Europa questo è in gran parte dovuto alla vasta gamma di attività e opportunità offerte agli studenti: dai viaggi internazionali, alle escursioni sul sentiero dell'Eiger, a cui si aggiunge la presenza di uno staff dedicato di sci istruttori e consulenti sportivi. Gli studenti dell'Ecole non ricevono voti numerici nelle loro classi ma vengono valutati con rapporti scritti personalizzati per ogni compito e classe che completano. A causa del curriculum pratico e personalizzato e degli alti punteggi di Advanced Placement, gli studenti spesso continuano a studiare presso gli istituti di istruzione superiore più prestigiosi del mondo, tra cui Oxford, Yale, Cambridge, The ETH, Brown, The University of Chicago, Dartmouth e NYU.

### Ammissione
L'Ecole si vanta delle piccole dimensioni delle sue classi e per questo consente solo a circa 100-140 studenti di avere l'opportunità di studiare nel suo campus. La scuola ha un personale accademico di quasi 50 persone in possesso di dottorati, master e diplomi ottenuti presso prestigiosi istituti di istruzione superiore. Il rapporto tra numero di studenti e personale accademico fa sì che le aule tendano ad avere dai 2 ai 9 studenti. Le classi, essendo così piccole, consentono agli insegnanti dell'Ecole di fornire un'istruzione altamente personalizzata a ogni studente in modo che possano approfondire una materia accademica molto più a fondo di quanto farebbero normalmente. A causa dei posti disponibili e della filosofia della scuola, il processo di ammissione è molto selettivo. Solo gli studenti che vengono ritenuti in sintonia intellettuale con la comunità e capaci di cogliere le opportunità loro offerte e di gestire la propria educazione formativa autonomamente vengono considerati per l'iscrizione alla Ecole.

## Vita studentesca
Uno dei principali vantaggi del programma extracurriculare dell'Ecole è che agli studenti è data la possibilità di organizzare qualsiasi attività o corso che essi desiderino. A causa di questa libertà gli studenti, oltre allo sci e all'escursionismo, possono impegnarsi in varie attività che includono equitazione, tennis, hockey, agricoltura, botanica, vela, sci nautico, arti culinarie e argenteria, nonché una serie di importanti eventi culturali. La scuola è anche nota per i suoi spettacoli annuali di Shakespeare e di danza.

## Associazioni

### Ecole Circle
Come molti collegi in Svizzera, l'Ecole d'Humanité ha un club che offre l'adesione agli Ex-Ecolianers, noto come "Ecole Circle". L'EC ospita durante tutto l'anno una serie di cene, conferenze ed eventi che si svolgono nelle città di Basilea e Zurigo. L'associazione offre agli alumni l'opportunità di stabilire legami prestigiosi con la sua rete internazionale di membri, i quali organizzano anche eventi EC indipendenti, nei rispettivi paesi. Il circolo offre inoltre vitto e alloggio agli alumni che viaggiano all'estero, attraverso un sistema che permette loro di risiedere presso altri membri che hanno donato o offerto volontariamente le loro case all'associazione. Così come accade nella scuola, le informazioni sugli alumni non vengono rilasciate al pubblico e gli eventi possono essere frequentati solo da ex studenti e dai loro amici o familiari.

### La rivista "The Ecolianer"
L'Ecole pubblica una rivista semestrale per studenti ed ex allievi chiamata "The Ecolianer" Archiviato il 9 luglio 2021 in Internet Archive., che discute della scuola in relazione ai cambiamenti politici, sociali ed economici in atto nel mondo. Ogni anno un team internazionale si dedica alla creazione dei contenuti del "The Ecolianer".

### Fondazione Geheeb-Cassirer
La "Geheeb-Cassirer Foundation" o "EGCF", è un fondo che è stato creato in onore dei fondatori dell'Ecole d'Humanité, Paul Geheeb e Edith Geheeb-Cassirer. La fondazione fornisce borse di studio a studenti provenienti da diversi contesti "etnici ed economici" di modo che possano frequentare collegi internazionali in tutta la Svizzera. Per le borse di studio specifiche per l'Ecole, l'EGCF offre uno schema in cui "le borse di studio vengono assegnate per un anno... [allora è] prassi dell'Ecole d'Humanité continuare a fornire sostegno finanziario ai beneficiari delle borse di studio per tutto il tempo in cui rimangono all'Ecole, purché mantengano una buona posizione accademica e sociale" .

## Tassa d'iscrizione
Le tariffe vanno da una base di 56.000 CHF (circa 60.000 EUR) fino a 75.000 CHF (81.000 EUR), a seconda delle esigenze individuali e delle routine dello studente, a cui si aggiungono spese per escursioni e altre attività. La scuola offre considerevoli borse di studio a studenti meritevoli. Queste tariffe contribuiscono a sostenere il gran numero di membri del personale dedicato che vive nel campus durante tutto l'anno.

## Campus
L'Ecole d'Humanité si trova nel Canton Berna, nel villaggio di Hasliberg-Goldern, vicino a Grindelwald, Engelberg, Mürren e Gstaad . Gli alloggi per studenti del campus costituiscono la maggior parte delle residenze del villaggio, tutte costruite nel tradizionale stile degli chalet alpini. L'Ecole ha anche accesso a una serie di strutture specializzate nei villaggi circostanti, come palestre di arrampicata e corsi di parkour all'aperto. La filosofia della scuola, che enfatizza il valore della natura, dello sport e delle attività ricreative, si sposa con la sua posizione nell'Oberland bernese. Gli studenti sono incoraggiati a sciare, fare escursioni ed esplorare, e per questo motivo la scuola ha un ampio accesso alle piste da sci locali e ha persino una pista personalizzata preparata ogni anno in modo che gli studenti possano sciare direttamente nel campus. L'Ecole dispone inoltre di laboratori attrezzati, aule per la musica, officine da fabbro e per la lavorazione del legno, un teatro/auditorium con luci e impianto sonoro professionali e una fattoria. Due volte all'anno gli studenti ricevono una preparazione intensiva che permette loro di intraprendere viaggi di una settimana in cui percorrono le cime delle Alpi svizzere e diverse parti d'Europa. La scuola offre anche escursioni di livello avanzato in mountain bike, esperienze di alpinismo e sci alpinismo.

## Stiftung Ecole d'Humanité
Il "Board for the Advancement of the Ecole d'Humanité" o "SEDH" è una fondazione senza scopo di lucro, esentasse, incaricata di fornire fondi esterni per le esigenze e gli obiettivi dell'Ecole in supporto alle proprie entrate e alle tasse di iscrizione. Il fondo incassa circa CHF 1.000.000 (€ 1.075.000) in donazioni ogni anno ed è diretto da un consiglio di dirigenti aziendali svizzeri che include: l'amministratore delegato della Moser ConsultingGmbH, Hans Beat Moser; il titolare di Gallin GmbH, Beatrice Gallin; e il direttore della raccolta fondi per Caritas Luzern, Benno Breitenmoser.

## Alumni

### Alumni notevoli

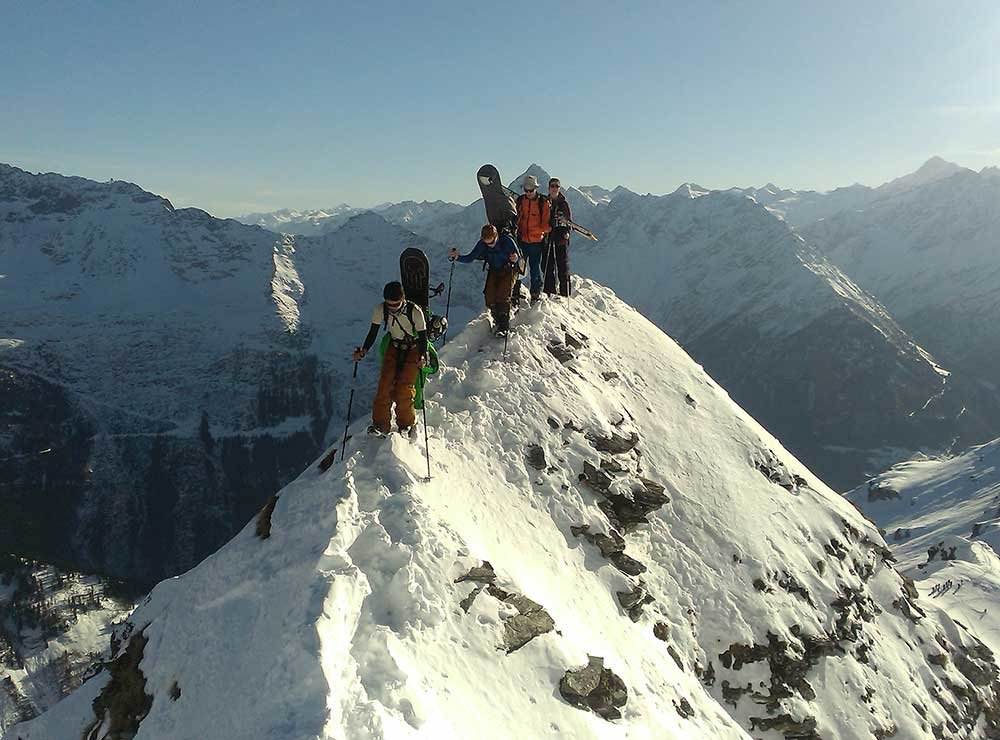
Studenti Ecole di sci alpinismo nel Canton Berna

Sin dalla sua fondazione, l'Ecole d'Humanité ha educato molte personalità influenti e famiglie importanti, come atleti olimpici, primi ministri e reali europei. La scuola è molto discreta e ha una politica sulla privacy che le impedisce di rilasciare qualsiasi informazione sugli studenti attuali o passati, tuttavia nella lista che segue sono indicati alcuni alumni noti:
- Famiglia von Oppeln-Bronikowski - Famiglia della nobiltà europea
- Famiglia Nehru - Dinastia politica indiana
- Hans Zimmer - Compositore di colonne sonore
- Eberhard Berent - Accademico
- Stephan Eicher - Musicista
- Famiglia Dreyfus - Miliardari dell'agricoltura francese
- Leda Luss Luyken - Artista
- Boss Family - Produttori di abbigliamento e tessuti
- Famiglia Niyazov - Dinastia politica asiatica
- Principi von Orsini-Rosenberg - Nobiltà europea
- Famiglia Heuer - Dinastia orologiera svizzera
- Giorgio Gomelsky - Produttore musicale
- Famiglia Schenk von Stauffenberg - Nobiltà europea
- Famiglia Cassirer - Famiglia di industriali tedeschi
- Luca Giuliani - Professore di Archeologia
- Famiglia Rothschild - Nobiltà europea
- Sarah Gorham - Scrittrice ed editrice rinomata
- Sanjay Gandhi - Capo del Partito del Congresso Nazionale Indiano
- Rajiv Gandhi - 6 ° Primo Ministro dell'India
- Limi Yamamoto - Figlia dello stilista giapponese Yohji Yamamoto
- Banjo Butler - Figlia del musicista John Butler
- Famiglia von Waldburg zu Wolfegg und Waldsee - Famiglia principesca tedesca

### Altre persone associate con la scuola
- Édouard Claparède - Neurologo svizzero
- Pierre Bovet - Psicologo e pedagogista svizzero
- Adolphe Ferrière - Fondatore di Progressive Education
- Kurt Hahn - Educatore tedesco e fondatore di Gordonstoun e Schule Schloss Salem